# LNFA 2013
La LNFA 2013 fue la decimonovena temporada de la Liga Nacional de Fútbol Americano, la competición de fútbol americano más importante de España, y se disputó en 2013. L'Hospitalet Pioners ganó el título por cuarto año consecutivo. 
En la temporada 2013 se mantuvo el sistema de competición que se inició en la temporada 2012, de manera que solamente los integrantes de la conferencia LNFA Elite optaron al título de campeón de la Liga. 
En la LNFA Elite compitieron los seis mejores equipos de España. Los cuatro equipos mejor clasificados en ella disputaron el play-off por el título nacional. El quinto clasificado disputó una promoción por la permanencia con el segundo clasificado del resto de conferencias. El sexto clasificado descendió de la LNFA Elite automáticamente.
El resto de equipos de la LNFA se repartieron en cuatro conferencias o grupos, una más que la temporada pasada. Además de dos partidos contra el resto de miembros de cada conferencia (uno en casa y otro fuera), cada equipo disputó varios duelos interconferenciales. Al término de la temporada regular los equipos con mejores balances jugaron el play-off por la primera posición y, por lo tanto, por el ascenso a la LNFA Elite. El campeón, Granada Lions, ascendió automáticamente, mientras que el subcampeón, Barberá Rookies, disputó una promoción contra el quinto clasificado de la LNFA Elite, Rivas Osos, que perdió por 34-0. 